# Jasenov (Sobrance)
Jasenov je naseljeno mjesto u okrugu Sobrance u Košickom kraju u Slovačkoj.

## Stanovništvo
| Godina:     | 1993. | 2003.   | 2013.   | 2023.    |
| ----------- | ----- | ------- | ------- | -------- |
| Broj ljudi: | 295   | 323     | 310     | 275      |
| Razlika:    |       | +9,49 % | -4,02 % | -11,29 % |

| Godina:     | 2022. | 2023.   |
| ----------- | ----- | ------- |
| Broj ljudi: | 279   | 275     |
| Razlika:    |       | -1,43 % |

Prema podatcima o broju stanovnika iz 2023. godine naselje je imalo 275 stanovnika.

## Vanjske poveznice
|  | Zajednički poslužitelj ima još gradiva o temi Jasenov (Sobrance) |

- Službena stranica naselja (sl.)